# Lycianthes manantlanensis
Lycianthes manantlanensis är en potatisväxtart som beskrevs av A.Rodr. och O.Vargas. Lycianthes manantlanensis ingår i Himmelsögonsläktet som ingår i familjen potatisväxter. Inga underarter finns listade i Catalogue of Life.